# Eulasia cornifrons
Eulasia cornifrons es una especie de coleóptero de la familia Glaphyridae.

## Distribución geográfica
Habita en el Paleártico.